# マーク・ウェインガーテン
マーク・ウェインガーテン（Mark Weingarten）は、アメリカ合衆国のプロダクション・サウンド・ミキサーである。1987年以降80本以上の映画にクレジットされ、5度アカデミー録音賞候補となり、『ダンケルク』（2017年）と『トップガン マーヴェリック』（2023年）で受賞している。またテレビドラマ『ザ・ホワイトハウス』でエミー賞を獲得している。

## 受賞とノミネート
| 賞               | 年   | 部門   | 作品名                          | 結果       |
| ---------------- | ---- | ------ | ------------------------------- | ---------- |
| アカデミー賞     | 2008 | 録音賞 | ベンジャミン・バトン 数奇な人生 | ノミネート |
| アカデミー賞     | 2010 | 録音賞 | ソーシャル・ネットワーク        | ノミネート |
| アカデミー賞     | 2014 | 録音賞 | インターステラー                | ノミネート |
| アカデミー賞     | 2017 | 録音賞 | ダンケルク                      | 受賞       |
| アカデミー賞     | 2022 | 音響賞 | トップガン マーヴェリック       | 受賞       |
| 英国アカデミー賞 | 2017 | 音響賞 | ダンケルク                      | 受賞       |
| 英国アカデミー賞 | 2022 | 音響賞 | トップガン マーヴェリック       | ノミネート |